# Gollob József
Gollob József (1934. március 18. – 2009. december 26.) formatervező, iparművész. A Nyugat-magyarországi Egyetem nyugalmazott docense és a MOME audiovizuális szakának egyik alapítója volt.

## Élete
Gollob József 1965-ben felvételt nyert az Iparművészeti Főiskolára, ahol 1970-ben formatervezőként diplomázott. 1970–1971-ben a tanszék ösztöndíjas gyakornokaként bekapcsolódott az oktatásba. Szaktervezést oktatott ipari formatervezőknek. 1971-től tanársegéd, 1975-től adjunktus, 1980-tól docens. Gergely István rektorsága idején a Tervezőképző Intézet igazgatójává neveziték ki. 1969-74 között Szentpéteri Tiborral közösen dolgozott a Videoton Fejlesztési Intézetnek.

### Munkái
Sok vizuális arculatot készített MÁV, Kecskeméti kórház, Széchényi Könyvtár. Színdinamikai munkái során dolgozott a Paksi Atomerőműnek, LKM-nek és a Kohászati Műveknek.

## Külső hivatkozások
- videó szak alapítói a MOME-ben[halott link]